# 石迎军
石迎军（1970年2月—），男，河南尉氏人，中华人民共和国政治人物。大学学历，中央党校经济学硕士，曾任济源市人民政府市长、河南省煤田地质局党委书记、副局长。现任河南省地质局党组书记、局长。

## 生平
1990年10月参加工作。1990年毕业于北京大学经济学院国民经济管理专业。
1990年10月进入许昌市计划委员会工作。1993年6月加入中国共产党。2007年2月，任郑州市二七区区长。
2008年10月，任河南省住房和城乡建设厅副厅长。
2012年4月，任中共三门峡市委常委、副市长。
2014年2月，任中共许昌市委常委，常务副市长。
2017年12月，任中共济源市委副书记；2018年1月，任济源市市长。
2018年2月24日，当选为第十三届全国人大代表。
2021年6月，任河南省煤田地质局党委书记。同年7月，任省煤田地质局副局长。
2022年5月，改任新组建的河南省地质局党组书记。同年6月，任省地质局局长。